# Chiesa di Santa Maria della Carità (Bergamo)
(Hieronimo Mutio)
La chiesa di Santa Maria della Carità è stato un luogo di culto cattolico presente nel XII secolo a Bergamo all'esterno delle mura medievali della parte alta della città.

## Storia
(Atto di donazione)
Scarse sono le notizie che riguardano la chiesa, indicata presente sul territorio di Bergamo dal 1127 o 1230, e l'annesso convento ma fu sicuramente un luogo importante ospitando la prima comunità dell'ordine francescano sul territorio cittadino, e indica l'antica presenza anche delle monache clarisse a Bergamo dal 1277, città di Bergamo che avrebbe ospitato i santi Francesco e Domenico nel 1218, presenza che però fu probabilmente molto fugace, ma importante per gli insediamenti francescani e domenicani.
La presenza di san Francesco d'Assisi e san Domenico di Guzmán a Bergamo non è certa, secondo lo storico Mutio i due santi si sarebbero fermati sul colle San Vigilio lontani dal centro cittadino, Francesco in prossimità della chiesa in cima al colle e Domenico nella chiesa dedicata a Maria Maddalena: «ove fabricate alcune povere stanze, che poi sono state dal tempo consumate, attendevano parte dalla contemplazione delle divine cose, parte al profitto e alla salute de nostri cittadini».
Non è facile individuare il luogo esatto dove si trovava la chiesa e l'annesso convento, viene indicata facente parte della vicinia di Santa Grata posta in via Borgo Canale e sussidiaria dell'antica chiesa alessandrina poi distrutta nel 1561 per la costruzione delle mura veneziane di Bergamo. La struttura si trovava fuori le mura ma sull'importante via che si collegava con Como e dove vi erano molte abitazioni delle famiglie importanti cittadine come i Della Crotta, che nelle persone di “Federico de Lacrota” furono i promotori dell'insediamento francescano, e molte strutture di accoglienza e beneficenza, tra cui un ospedale fondato da Landolfo della Crotta. L'ospedale era uno dei tre più importanti di Bergamo compreso quello di San Lazzaro e di San Leonardo.
Secondo lo storico Elia Fornoni la chiesa si trovava in prossimità dell'antica “porta della Colombina”, in quella che era piazza del Saliente, poi colle San Vigilio, vicino alla chiesa di San Gottardo dove vi erano i padri gesuiti detti Gesuati della Colombina, ma le sue indicazioni risultano essere errate. Il documento del 14 agosto 1277 che testimonia l'allontanarsi dei frati verso la nuova destinazione nel convento presso piazza del Fieno, vi è scritto: “[…] Alias vero possessiones et redditus dictae ecclesiae decreverunt et ordinaverunt aplicari hospitali de la Charitate sito ibi prope (Decretarono e disposero che altri possedimenti e affitti della detta chiesa si applicassero all'ospedale della Carità, che ivi posto presso)”, quindi presso l'ospedale della Carità che risulta si trovasse proprio vicino alla chiesa di Santa Grata, che conservava il corpo della santa di Bergamo: “presso la chiesa di S. Grata inter vites poco lungi dall'ospedale di Sant'Alessandro”.

La chiesa fu assegnata ai francescani dal vescovo Giovanni Tornielli il 12 settembre 1230, come indicato nella relazione del capitolo che si teneva nella chiesa alessandrina, chiesa che si contendeva con l'antica chiesa di San Vincenzo la sede vescovile, passando dal precedente amministratore e procuratore, il chierico Martino de Lapila, titolare dal 4 dicembre 1215.
(Atti del Capitolo di Sant'Alessandro - Il Francescanesimo in Lombardia)
Dal documento risulta che i frati potevano occupare i locali del convento e i sedimenti in orti e vigneti di cui non è possibile conoscere la grandezza e i confini. I frati divennero quindi proprietari dei locali conventuali ma non della chiesa e dei terreni di cui potevano solo goderne una specie di usufrutto, ma che sarebbero tornati liberi quando avessero trovato una nuova collocazione. I frati lasciarono i locali nel 1277 alle monache clarisse provenienti da Brescia: Benvenuta e Chiara, perché continuassero a servire anche l'ospedale come avevano fatto prima i frati, che avrebbero continuato a recitare le funzioni nella chiesa. Il documento redatto il 14 agosto 1277,riporta nella parte iniziale il testo quasi integrale del 1230 quando i locali erano stati affidati ai francescani, all'atto parteciparono oltre a Chiara e Benvenuta di Brescia anche i vertici della chiesa di Bergamo nelle persone del preposito e arciprete. Il documento fu poi perfezionato e riscritto il 15 marzo 1298 dal notaio Giovanni fu Rogerio de Madone. Il documento indica l'assegnazione dei locali alle monache della “Regola della beata Chiara” che avrenno l'incarico di far assistenza al vicino ospedale e di produrre i paramenti sacri per le due chiese più importanti di Bergamo: chiesa di San Vincenzo, e chiesa di Sant'Alessandro,i cui canonici avevano caldeggiato la presenza di monache dell'ordine delle clarisse, nonché dall'allora vescovo di Bergamo Guiscardo de Suardi, a testimoniare quanto fosse importante nel XIII secolo la presenza di ordini monastici caritativi.
Documentata nel 1283 la presenza di tredici monache clarisse la cui badessa era “Ymelda de Uria”. In un documento del 1292 risulta che il convento era composto da più edifici orti e broli e tre abitazioni, risulta la presenza del cimitero in un testo del 1353. Nel Quattrocento vi fu un forte calo vocazionale e nel 1408 le monache risulta fossero sono quattro e solo tre nel 1433, forse a causa del fiorire di sempre nuove comunità. 
La chiesa e il convento risultano presenti fino al 1532, avevano infatti il 9 novembre 1529 subito gravi danni, causati dall'incendio appiccato da alcuni soldati al soldo di Roberto Sanseverino conte di Caiazzo e signore di Bergamo, obbligando il completo abbandono nel 1556.La chiusura del monastero fu anche conseguenza della costruzione delle mura della cittadella viscontea che relegava i locali all'esterno delle mura e la costruzione del monastero delle Rosate in prossimità della basilica di Santa Maria Maggiore. Con la soppressione della chiesa in Borgo Canale, le suore si spostarono nella nuova chiesa e monastero in borgo San Lorenzo.